# Дуобус

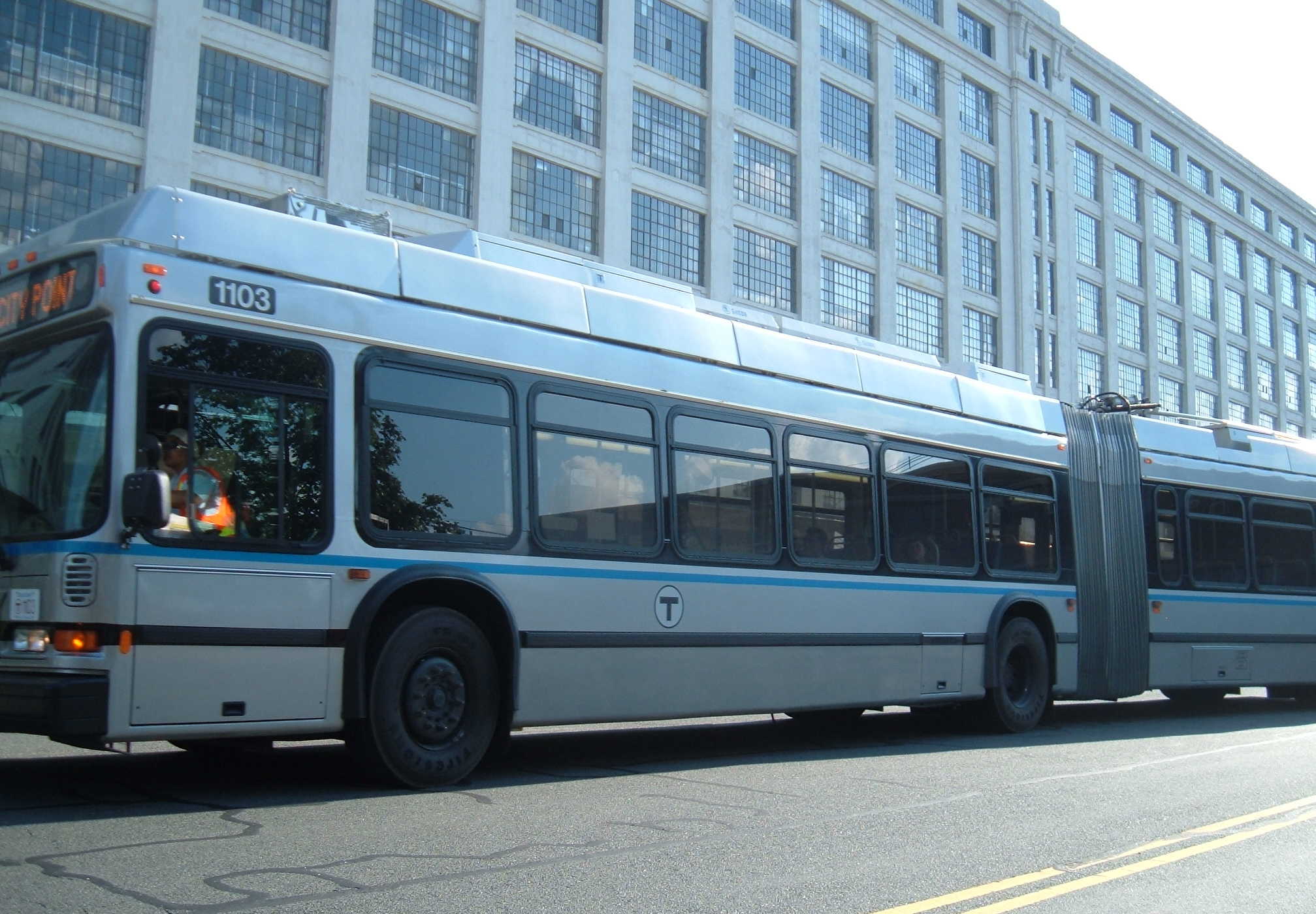
Дуобус в Бостоне, США

Дуо́бус (в русском языке для обозначения данного транспортного средства используется термин немецкого происхождения нем. Duobus, в английском используется термин dual-mode bus) — термин и контактно-автономное механическое транспортное средство для перевозки 7 и более пассажиров, которое приводится в движение как тяговым электродвигателем, питающимся от контактной сети, так и двигателем внутреннего сгорания. То есть дуобус совмещает в себе троллейбус и автобус и может эксплуатироваться в штатном режиме на маршрутах как с контактной сетью, так и без неё.
С развитием различных видов тягового привода чёткие границы между определением названия подобных транспортных средств размываются. Например, дуобус зачастую путают с троллейбусом с автономным ходом (АХ), что в корне неверно, так как:
- дуобус имеет отдельный независимый привод на ведущий мост от тягового электродвигателя и ДВС. Троллейбус с АХ такой передачи не имеет, так как электроэнергия для тягового электродвигателя поступает от бортовой генераторной установки;
- мощность обоих видов двигателей дуобуса одинакова и достаточна для движения с заданной скоростью при различных дорожных и нагрузочных условиях, поэтому он предназначен для постоянной эксплуатации на маршрутах, имеющих участки, не оборудованные контактной сетью. Для большинства троллейбусов автономный ход является аварийным режимом для объезда неисправного участка контактной сети, объезда препятствия в случаях недостаточности длины токосъёмных штанг либо для возвращения в депо в случае обесточивания контактной сети на маршруте (запас хода такого троллейбуса, как правило, ограничен).

Для нормальной работы дуобусов желательно иметь автоматизированное подключение к контактной сети и отключение от неё (то есть подъём и опускание штанг), что обеспечивается специальными устройствами, смонтированными в определённых местах контактной сети на маршруте.
В наши дни в связи с активным развитием производства электробусов с динамической подзарядкой (троллейбусов с увеличенным автономным ходом) данный вид транспортного средства переходит в рамки устаревающих. Это объясняется тем, что использование ДВС вместо тяговых аккумуляторных батарей полностью исключает возможность рекуперации энергии при торможении, так как источником автономного хода является горючее топливо. Кроме того, дуобус серьёзно проигрывает динамическому электробусу в плане экологичности, так как использование горючего топлива для движения на автономном ходу уже приводит к некоторому загрязнению воздуха.

## Использование в СНГ
- В СССР выпускались различные модели грузовых троллейбусов с дополнительным бензиновым двигателем, например, КТГ-1
- По состоянию на 2006 год, дуобусы в троллейбусном режиме эксплуатировались лишь в одном городе России — Туле (бывшие Сент-Этьен, Гренобль, 1983-84 гг., модель Renault PER180H). Его водители, согласно правилам дорожного движения РФ, обязаны иметь права на управление обеими категориями транспортных средств: «DE» и «троллейбус», а транспортное средство должно иметь государственный регистрационный номер.
- Для туристических целей используются закупленные дуобусы с дверьми на обе стороны. Однако троллейбусная часть, то есть токоприёмники и ТЭД, демонтирована, а двери слева заделаны, то есть они фактически не отличаются от автобуса.